# Gesonia binotata
Gesonia binotata är en fjärilsart som beskrevs av Walker 1866. Gesonia binotata ingår i släktet Gesonia och familjen nattflyn. Inga underarter finns listade i Catalogue of Life.